# Андийский хребет
Анди́йский хребе́т (чечен. Ишхеш) — один из горных хребтов Большого Кавказа (отделяется от главного хребта у горы Большой Борбало), расположен в северо-восточной его части, по левому берегу реки Андийское Койсу. Образует водораздел бассейна этой реки с реками бассейна реки Сунжи (говоря вообще, Терско-Сулакский водораздел). Со склонов стекают реки Аксай, Акташ.
Длина хребта — приблизительно 60 км, максимальная высота — 2736 м. Сложен главным образом известняками мелового периода. На вершинах распространены горно-луговые ландшафты, на северных склонах — горно-лесные, на южных (гораздо более крутых) — кустарниково-лугостепные.
По хребту проходит граница между Чечнёй и Дагестаном в горной их части.

## Галерея

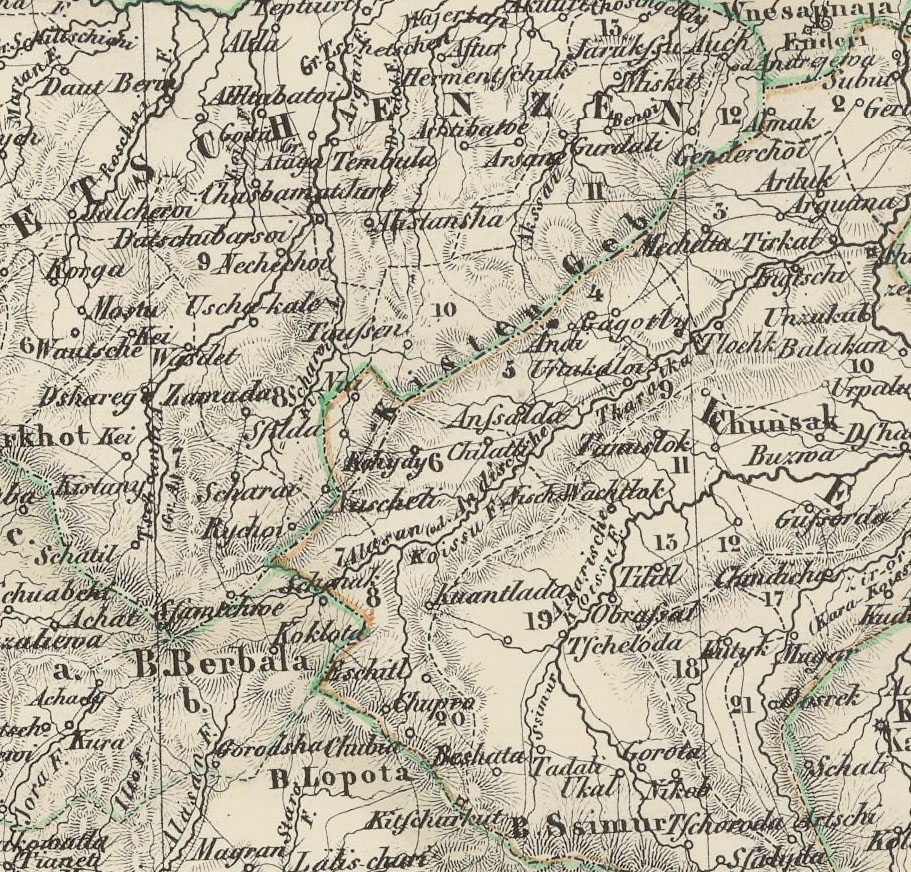
На карте Мальмана  1846 года хребет отмечен как Kisten Geb (Кистинский хребет).
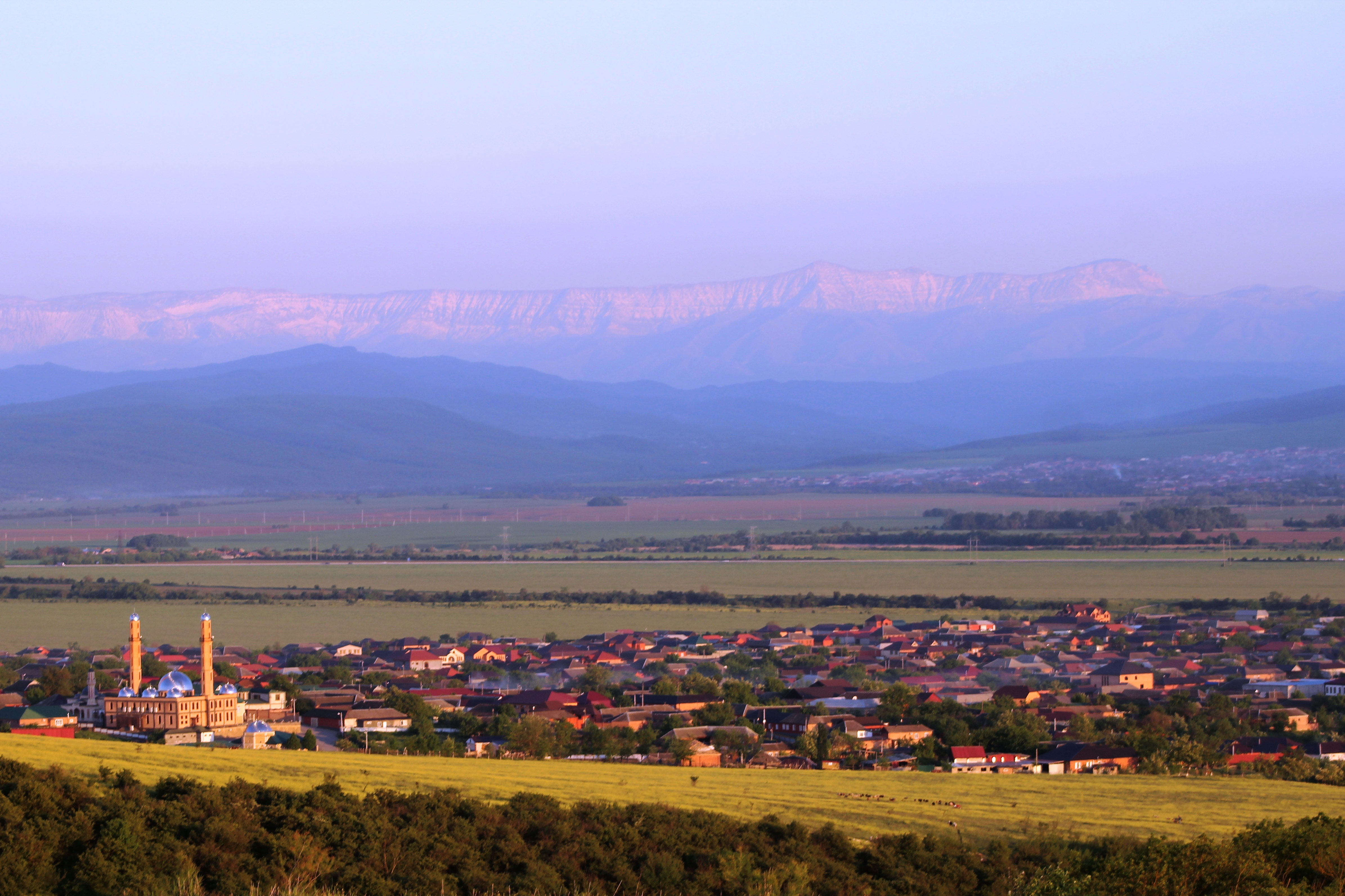
Андийский хребет (Ишхеш) вид с Качкалыковского хребта
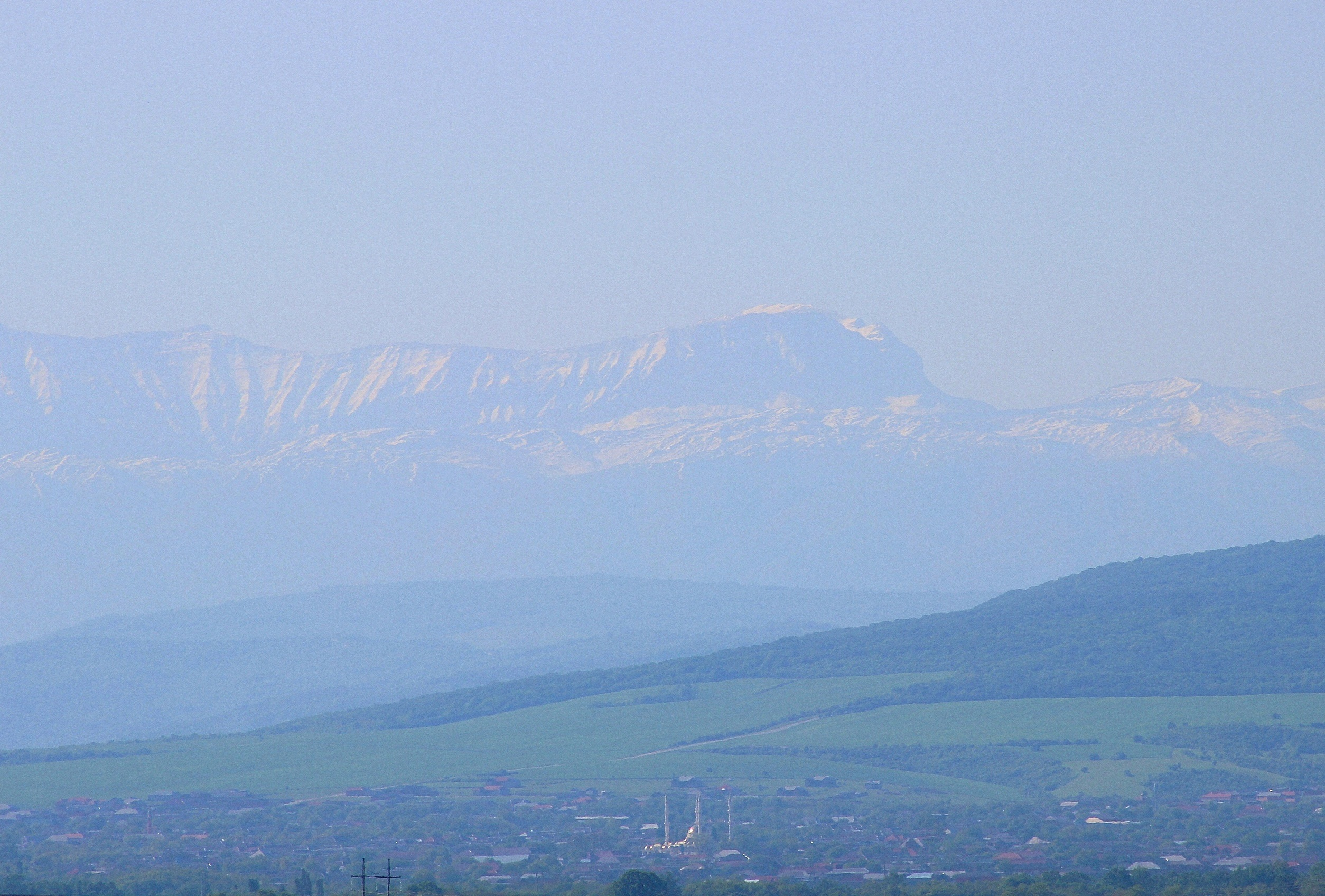
Вид на хребет от села Майртуп